# 1722
1722 (MDCCXXII) a fost un an obișnuit al calendarului gregorian, care a început într-o zi de miercuri.

## Evenimente
- Primul val de coloniști germani (șvabi) în Banat. O mare parte se stabilesc la Timișoara.

## Nașteri
- 29 ianuarie: Luise Amalie de Braunschweig-Wolfenbüttel (d. 1780)
- 11 iulie: Georg Wilhelm de Hesse-Darmstadt (d. 1782)
- 9 august: Prințul Augustus Wilhelm al Prusiei (d. 1758)
- 5 septembrie: Frederic Christian, Elector de Saxonia (d. 1763)

## Decese
- 16 iunie: John Churchill, Duce de Marlborough, 72 ani (n. 1650)
- 8 decembrie: Elisabeth Charlotte, Prințesă a Palatinatului (n. Elisabeth Charlotte von der Pfalz), 70 ani, Ducesă de Orléans  (n. 1652)
- 20 decembrie: Împăratul Kangxi (era Qing) al Chinei, 68 ani (n. 1654)